# Economia dos povos indígenas
A economia indígena é um campo de estudo econômico que explora os sistemas econômicos, práticas, teorias e filosofias exclusivas dos povos indígenas . Esta abordagem à economia examina como esses grupos compreendem, interagem e gerem recursos dentro dos seus contextos culturais específicos. A economia indígena coloca ênfase nos valores comunitários, na sustentabilidade e na conexão com a terra e o meio ambiente.

## História
A economia indígena surgiu na segunda metade do século XX, à medida que os estudiosos tentavam obter uma compreensão mais ampla das formas como as economias reais funcionavam em locais que não tinham adoptado os mercados ou o controlo governamental como abordagem principal para a gestão da actividade económica. A globalização, o colonialismo e a sustentabilidade estão entre as tendências económicas que afectam tais contextos.

## Conceitos
A economia indígena está enraizada nas crenças, normas e valores de comunidades indígenas individuais. Certos conceitos surgem frequentemente: 
- Propriedade comunitária e gestão de recursos: Recursos como a terra e a água são frequentemente geridos de forma comunitária, com ênfase na responsabilidade e administração colectivas.[11]